# Джонс, Сара (хоккеистка на траве)
Сара Луиза Джонс (англ. Sarah Louise Jones; род. 25 июня 1990, Кардифф) — валлийская и британская хоккеистка на траве, полузащитник. Бронзовый призёр летних Олимпийских игр 2020 года.

## Биография
Сара Джонс родилась 25 июня 1990 года в британском городе Кардифф.
Играла в хоккей на траве за валлийский «Кардифф», английские «Рединг», «Холкомб» и «Уимблдон».
В 2005 году дебютировала в женской сборной Уэльса. В её составе трижды участвовала в хоккейных турнирах Игр Содружества — в 2014 году в Глазго и в 2018 году в Голд-Косте, где валлийки заняли 9-е место, и в 2022 году в Бирмингеме, где они стали восьмыми.
17 ноября 2018 года дебютировала в женской сборной Великобритании.
В 2021 году вошла в состав женской сборной Великобритании на летних Олимпийских играх в Токио и завоевала бронзовую медаль. Играла на позиции полузащитника, провела 8 матчей, забила 1 мяч в ворота сборной Германии.
В том же году стала бронзовым призёром Про Лиги.